# میستوئو، نارا
میستوئو، نارا (به لاتین: Mitsue, Nara) یک منطقهٔ مسکونی در ژاپن است که در Uda District واقع شده‌است. میستوئو  ۲٬۴۵۹ نفر جمعیت دارد.